# Piedra Rodante
Piedra Rodante fue una revista músico cultural mexicana, con aparente licencia de la revista Rolling Stone. Conocida por ser la primera revista independiente en su género, fue fundada por el psicólogo jungiano Manuel Aceves (1940-2009).
La Piedra fue una plataforma de comunicación para los jipitecas y los simpatizantes del movimiento contracultural conocido como La Onda, con un tiraje en varios países del continente americano y España. Sus temas fueron desde la música rock, la música clásica contemporánea y la literatura hasta abrir a la discusión temas tabú para la sociedad mexicana de la época como el Halconazo, la drogadicción, legalización de las drogas, política, sexo, liberación femenina, religión, el aborto, etc.
Con un total de 9 números en circulación y uno más que jamás se publicó, la revista cerró sus puertas debido a la sistemática represión gubernamental hacia La Onda desde sus orígenes y acentuada por el Festival de Avándaro. La Piedra tuvo en su roster una variedad de intelectuales de La Onda y vanguardistas como Alejandro Jodorowsky, Enrique Marroquín, Jose Agustín, Parménides García, Juan Tovar entre otros.

## Números
- Cero (diciembre, 1970): ¿Creedence sostiene al radio o el radio sostiene a Creedence?[8]
- 1o (mayo, 1971): John Lennon (Primera Parte) El héroe de la clase obrera.
- 2o (junio, 1971): John Lennon (Segunda Parte) Vida con los Leones.
- 3o (julio, 1971): La neta sobre el 10 de junio: Ni represión, ni izquierdismo.
- 4o (agosto, 1971): HAIR: ¿La prohibirán otra vez?
- 5o (septiembre de 1971): 40 páginas repletas de drogas, sexo, pornografía y fuertes emociones.
- 6o (octubre de 1971): La verdad sobre Avándaro.
- 7o (noviembre de 1971): Con toda confianza...es de la sierra.
- 8o (enero de 1972): Las chavas y el catre.
- 9º (nunca publicado): El rock chicano no existe.[9]

## Controversias
- La Chanchomona

La chanchomona era una máquina de liar. Según Aceves, su publicidad en la revista provocó que el periodista Blanco Moheno persuadiera al entonces Secretario de Educación Bravo Ahuja a que presionase a Moya Palencia a retirar la licitación de la revista. Aunque distintas personalidades del espectro político y cultural de México como Zabludovsky y Monsiváis criticaron a Aceves, el más extremo de todos fue Blanco Moheno, ya que inclusive pidió que se le aplicara la pena capital.
- La Encuerada de Avándaro

Durante el festival de Avándaro, frente a cámaras Super 8 del equipo de Cablevisión que dirigía Alfredo Gurrola así como frente a decenas de fotógrafos –dentro de ellos Graciela Iturbide-, una joven mujer realizó un estriptis. Su imagen apareció en diferentes libros, periódicos y en la destacada revista Figuras de la Canción, vendiendo 100,000 unidades. La mujer pasó a ser conocida como La Encuerada de Avándaro . Elena Poniatowska la entrevistó a escasos días de efectuado el festival y publicó fragmentos de esa entrevista en la revista PLURAL de Octavio Paz en octubre del 1971; sin embargo, Poniatowska no reveló mucho sobre la identidad de la joven, creando con esto muchas especulaciones y mitos –tal como una falsa historia publicada en Casos de Alarma. Piedra Rodante después publicó una muy completa entrevista con la joven. Intelectuales de la talla de José Agustín y Monsiváis tomaron dicha entrevista como referencia para algunos de sus escritos.
Hacia 2001, Oscar Sarquiz, -uno de los colaboradores de Aceves- reveló vía La Jornada que dicha entrevista era fabricada y acusó a Aceves de la invención, algo que Aceves negó; sin embargo, el historiador Rubli Kaiser, realizó una investigación independiente que lo llevó hasta el Archivo General de la Nación, donde encontró la verdadera identidad de la joven.

## Digitalización de la Revista
En 27 de junio del 2016, la Stony Brook University anunció que, salvo el número cero, todos los demás números de la colección están disponibles para su uso en formato digital. La colección fue donada a la citada universidad por el investigador del rock mexicano, Dr. Eric Zolov.

## Ligas de Interés
- Contracultura
- La Onda

## Lecturas Recomendadas
- Agustin, José (2013). Tragicomedia Mexicana Vol. 2. Debolsillo.

- Rodríguez O., Jaime; Kathryn Vincent (1997). Common Border, Uncommon Paths: Race, Culture, and National Identity in U.S.-Mexican Relations. Rowman & Littlefield. ISBN 0-8420-2673-8.
- Zolov, Eric (1999). Refried Elvis: The Rise of the Mexican Counterculture. University of California Press. ISBN 0-520-21514-1.
- Monsivais, Carlos (1970). Dias de Guardar. Editorial Era. ISBN 9684111886.
- Garcia, Parmenides (1972). La ruta de la onda. Editorial Diogenes.
- Pacini Hernandez, Deborah (2004). Rockin Las Americas: The Global Politics Of Rock In Latin/o America. University of Pittsburgh Press. ISBN 978-0822958413.
- Rubli, Federico (2007). Estremécete y Rueda: Loco por el Rock & Roll. Casa Veerkamp. ISBN 978-9685546027.
- Arana, Federico (1985). Guaraches de ante azul. Editorial Posada. ISBN 978-9684331419.
- Marroquin, Enrique (1975). La contracultura como protesta. Editorial Mortiz.

## Ligas Externas
- Piedra Rodante En línea Collection.
- Como una piedra que rueda: el impacto contracultural de Piedra Rodante en la onda mexicana. Ensayo de Rex Wilkins sobre Piedra Rodante.